# Frymburk (okres Klatovy)
Obec Frymburk (v letech 1951–1991 pod názvem Želenov, německy Frimburg) se nachází v okrese Klatovy, kraj Plzeňský. Žije zde 111 obyvatel.

## Historie
Osídlení známo z doby bronzové.[zdroj⁠?!] První písemná zmínka o vesnici pochází z roku 1318. Počátkem 13. století se jmenovala Friedenburg, což bylo zkomoleno na Frymburk.

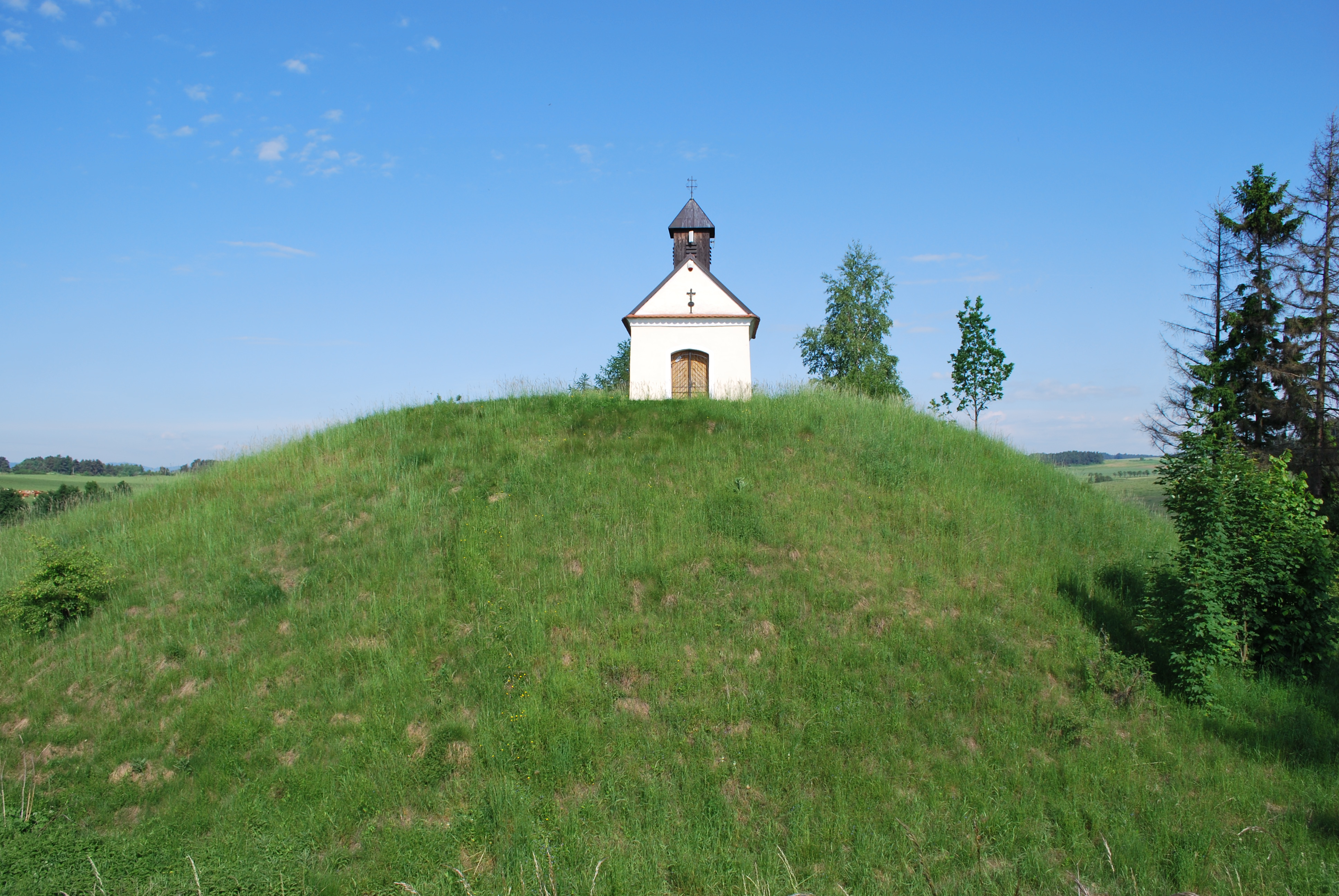
Kaplička sv. Antonína na místě dřívějšího hradiště

## Pamětihodnosti
Ve střední části vesnice stojí pozůstatky dvou panských sídel. Ze starší tvrze se dochovalo tvrziště, na kterém byla postavena kaple svatého Antonína Paduánského. V jižním sousedství byla v šestnáctém století postavena nová tvrz, kterou v devatenáctém století přestavěli pro potřeby panského dvora.

## Části obce
- Frymburk
- Damětice